# Guaymas-Becken
Koordinaten: 27° 36′ 0″ N, 111° 40′ 12″ W
Das Guaymas-Becken (spanisch Cuenca de Guaymas, englisch Guaymas Basin) ist ein Rift-Becken in der zentralen Region des Golfs von Kalifornien zwischen der Küste des mexikanischen Bundesstaats Sonora und der Halbinsel Niederkalifornien im Pazifischen Ozean. Es ist das größte Becken dieser Art in diesem Meeresarm und besteht aus zwei axialen Trögen, einem nördlichen und einem südlichen.
Das Becken ist das Ergebnis der Aktivität einer der verschiedenen Spreizungszonen in diesem Golf.
Das Becken ist im Süden wie im Norden mit Transformstörungen (englisch faults) verbunden, und zwar im Süden mit der Carmen-Verwerfung (Carmen Fault) und im Norden mit der Guaymas-Verwerfung (Guaymas Fault). Diese beiden bilden die nördliche Verlängerung des Ostpazifischen Rückens.
Der Meeresboden des Guaymas-Beckens weist einen starken Wärmefluss auf, dabei gibt es dort sowohl
hydrothermale Quellen als auch kalte Quellen (Sonora Margin Cold Seeps) und Kohlenwasserstoffaustritte (eine Variante der Cold Seeps).

## Forschungsgeschichte
1980 sammelte erstmals Peter Lonsdale vom Scripps Institution of Oceanography in San Diego (US-Bundesstaat Kalifornien) an Bord des Forschungsschiffs Melville mit Hilfe des Tiefsee-U-Boots Alvin Mineralien, die im Zusammenhang mit vulkanischen Aktivitäten auf den Meeresboden im Golf von Kalifornien stehen. Weitere Studien u. a. mit dem Forschungsschiff JOIDES Resolution wiesen das Guaymas-Becken als interessantes Gebiet für die Mineralienexploration aus. Die Untersuchungen zeigten nicht nur das Vorhandensein Kohlenwasserstoffen in Form von Gas, sondern teilweise auch von Öl, das aus dem Meeresboden sprudelt. Das Vorkommen von Rohöl wird auf die besondere Morphologie und Entstehungsgeschichte dieses Gebiets zurückgeführt. Offenbar werden aufgrund der geografischen Lage des Guaymas-Beckens werden Rohölvorkommen vor Ort auf natürliche Weise nach einem ähnlichen Verfahren wie in industriellen Raffinerien raffiniert.

## Geologie
Am nördlichen Ende des Golfs von Kalifornien befindet sich das Delta des Colorado River.
Da das Guaymas-Becken in einer tektonischen Verwerfungszone liegt (südliche Fortsetzung der San-Andreas-Verwerfung), entstanden dort durch Verschiebungen der Erdkruste riesige Spalten und Risse im Gestein unter dem Becken. Über Millionen von Jahren hat der Colorado River eine enorme Menge an organisch angereicherten Sedimenten in den Golf geschwemmt, einschließlich des Guaymas-Beckens. Infolgedessen ist die tektonischen Verwerfungszone im Golf unter einer dicken Schlammschicht begraben. Meerwasser sickert tief unter die Kruste, wo es vom Magma erhitzt wird. Die Hitze drückt das Wasser dann wieder nach oben. Die hydrothermale Fluide, die aus den Spalten des jungen zentralen Vulkangebietes austreten, müssen jedoch Hunderte von Metern durch die Sedimentdecke aufsteigen, bevor sie mit dem am Grund des Beckens befindlichen Meereswasser in Berührung kommen. Während dieser vertikalen Reise interagieren diese überhitzten Fluide mit den durchquerten organischen Sedimenten, wodurch sich deren Chemie stark verändert und eine reichhaltige chemische Lösung entsteht. Wenn es aus dem Meeresboden austritt, trifft es auf das kalte Meerwasser und verliert schnell an Wärme, fällt zurück und heizt die Rohölvorkommen auf, ähnlich wie in einer industriellen Raffinerie. Das erhitzte Öl steigt zu den kältesten Stellen des Meeresbodens auf, wo es abkühlt und zu Teer, Ölen und Gasen kondensiert. Die schwereren Öle und Teere bilden zusammen mit den anderen Mineralien, die aus der Tiefe nach oben gebracht werden, die Sedimente des Meeresbodens; die leichteren Öle und Gase verteilen sich im Meer. Die Vorkommen im Guaymas-Becken werden bis heute nicht kommerziell genutzt. Sie sind jedoch ein Beleg dafür, dass die Natur selbst in der Lage ist, unter geeigneten Bedingungen Öl zu raffinieren.

## Ökologie

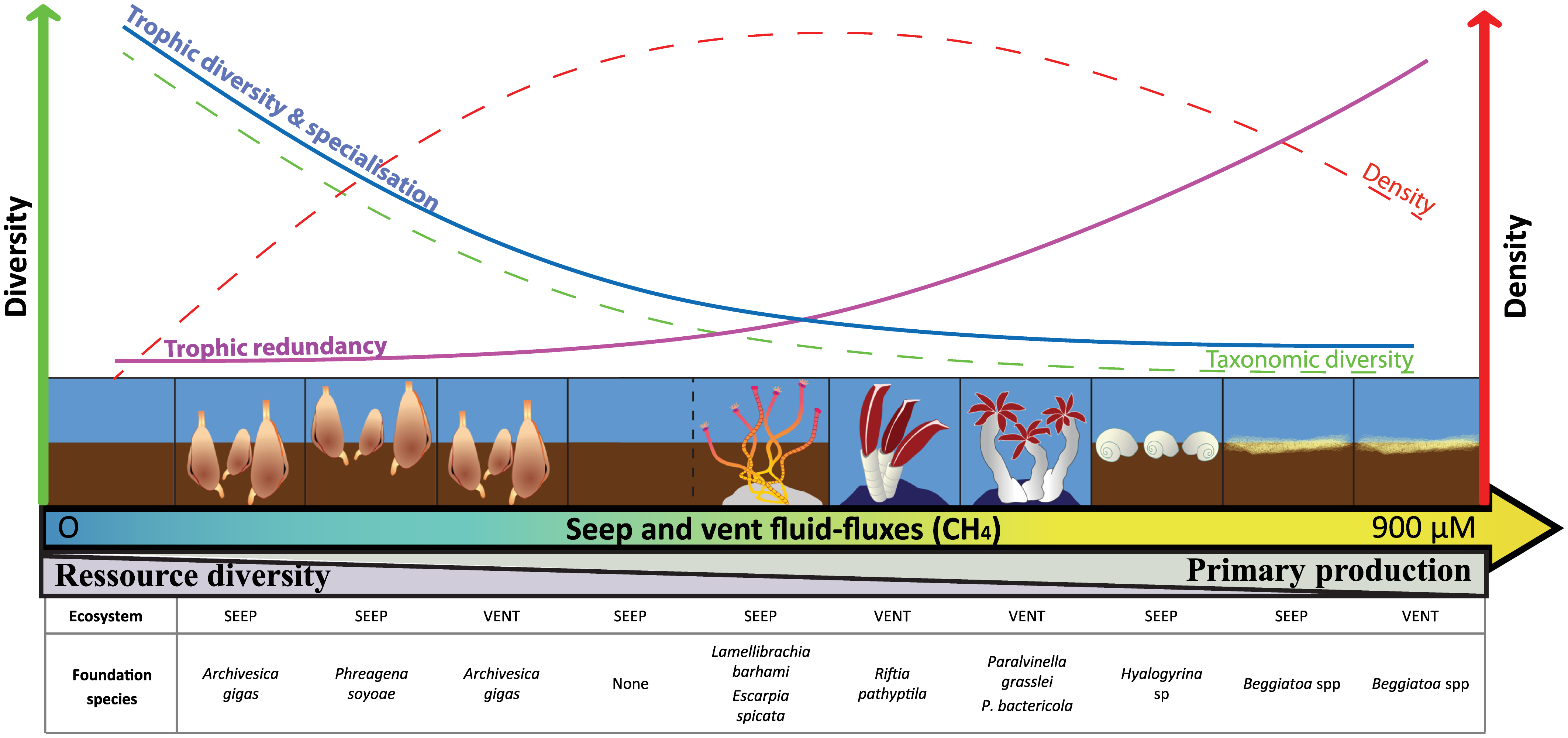
Konzeptionsdiagramm der Struktur der Faunengemeinschaft und des Nahrungsnetzes entlang der Strömungsgradienten in den Ökosystemen der Seeps und Schlote des Guaymas-Beckens.

Die Lebensgemeinschaften des Guaymas-Beckens und inzwischen auch des weiter südlich im Golf gelegenen Pescadero-Beckens sind Gegenstand zahlreicher Untersuchungen. Insbesondere der südlichen Trog des Guaymas-Beckens beherbergt ein einzigartiges und sehr lebendiges Ökosystem. Heterotrophe Organismen ernähren sich von organischen Stoffen, die von den noch dem Sonnenlicht ausgesetzten und per Photosynthese produktiven Oberflächenzonen herabregnen (Meeresschnee), während chemolithoautotrophe Organismen die Chemikalien in der reduzierenden Hydrothermalflüssigkeit verstoffwechseln und die Produkte dieses Stoffwechsels oft mit syntrophen Partnern austauschen (Symbiose).

### Röhrenwürmer und Bakterien
Bemerkenswert sind die Kolonien von Riftia-Röhrenwürmern,
mikrobielle Matten von Thiotrichaceae-Bakterien (Thiotrichales, mit den Vertretern Beggiatoa/Maribeggiatoa sp. 'Orange Guaymas' und Beggiatoa sp. 'Guaymas Basin', Isolat GUB8) und anderen, sowie thermophile Mikroben, die den hohen Temperaturen an den Hydrothermalquellen widerstehen können.
Unter anderem fanden sich beispielsweise Hinweise auf Vertreter des Bakterienphylums Atribacterota (alias Candidate division OP9/JS1):
Ca. Atribacteria bacterium 4572_76 (NCBI) alias 34-128 sp002084865 (GTDB) (Guaymas Basin sediment MAG-4572_76) aus der Gattung mit den provisorischen Bezeichnungen JS1-1/Genus 1 oder 34-128 (GTDB).
Eine vorgeschlagene Klade von mit den Thermodesulfobacteria verwandten mutmaßlichen Patescibacteria (bzw. „CPR-Gruppe“) aus diesen hydrothermal aktiven Meeressedimenten trägt den vorläufigem Namen „Guaymas1“ (siehe auch Saccharibacteria §Phylogenie).

### Archaeen und ihre Viren
Es gibt Hinweise auf eine ganze Reihe von Vertretern verschiedener Supergruppen der Archaeen:
- Asgard-Archaeen (Reich Promethearchaeati): Bei Metagenomanalysen von Proben aus hydrothermalen Tiefseesedimenten in kohlenwasserstoffreichen Zonen des Beckens wurden DNA-Spuren von Archaeen des Superphylums der Asgard gefunden. Für diese Archaeen-Gruppe wurde inzwischen die Bezeichnung „Helarchaeota“ (d. h. „Candidatus Helarchaeota“) im Rang eines Phylums vorgeschlagen.[20][21] Weitere gefundene Asgard-Archaeen sind „Ca. Freyrarchaeum guaymaensis“ (Freyrarchaeota),[22][23] „Ca. Njordarchaeum guaymaensis“, Ca. Njordarchaeota archaeon Isolat GB_136 (Njordarchaeota)[22][24][25] und „Ca. Lokiarchaeota archaeon isolate B53_G9“ (Lokiarchaeota).[26][27]

- TACK-Archaeen (Reich Thermoproteati): Im Jahr 2021 wurde von Valerie De Anda, Jillian Banfield et al. ein neues Phylum Brockarchaeota vorgeschlagen, zu dem auch zwei Metagenomik-Isolate aus dem Guaymas-Becken gehören (B27_G9[28] und B48_G17[29]).[30] Im Jahr 2022 veröffentlichten Anthony J. Kohtz et al. eine Studie, in der sie aufgrund ihrer Metagenomik-Ergebnisse eine neue Kandidatenklasse Culexarchaeia innerhalb TACK vorschlugen. Nach den Analysen beherbergen die Culexarchaeia eine Reihe von wichtigen Proteinsätzen, die phylogenetisch von anderen TACK-Linien abweichen oder dort ganz fehlen, insbesondere Proteine des Zytoskeletts und zur Zellteilung. Diese Gruppe gliedert sich in einen marinen Zweig (Familie Culexmicrobiaceae mit Candidatus Culexmicrobium cathedralense GB-1867-05, Ca. Cm. thermophilum GB-1845-036 und Ca. Cm. profundum GB-1867-035, Fundort Guaymas Basin) und einen terrestrischen Zweig (Fam. Culexarchaeaceae, Fundort Lower Culex Basin und Obsidian Pool im Yellowstone-Nationalpark u. a. terrestrische heiße Quellen).[31]

- Euryarchaeota (s. l.: Reich  Methanobacteriati): Thermococcus gammatolerans, eine Spezies des (Super-)Phylums Euryarchaeota, wächst bei Temperaturen von 55–95 °C (optimal 88 °C) bei einem optimalen pH-Wert von 6; diese Art zeigt eine ausgeprägte Strahlungsresistenz und kann Gammastrahlung von 30 kGy (Kilo-Gray) überleben;[32] von den ebenfalls dort gefundenen Schwesterarten Thermococcus guaymasensis[32] und Thermococcus aggregans wurde die erstere nach der Fundstelle benannt.[33] Aus der Metagenomik stammt eine Sequenz mit der Bezeichnung B88_G9, die in der NCBI-Taxonomie als Spezies „Thermococci archaeon isolate B88_G9“ den Thermococci,[34] in der GTDB als Spezies B88-G9 sp003660555 dem Phylum Hadarchaeota zugeordnet wird.[35][36] Zur Thermoplasmatota-Klasse Thermoplasmata gerechnet werden die Metagenomik-Isolate mit den provisorischen Bezeichnungen EX4484-6 sp002254385 (Thermoplasmatales archaeon ex4484_6),[37][38] B31-G17 sp003649915 (Thermoplasmata archaeon isolate B31_G17)[39][40] und B87-G9 sp003649695 (Thermoplasmata archaeon isolate B87_G9);[41][42] während B47-G6 sp003663565 (Thermoplasmata archaeon isolate B47_G6)[43] einer Schwesterklasse mit vorläufiger Bezeichnung B47-G6 (sensu lato als Klasse verstanden) zugeordnet wird.[44] Die Gensequenz GB-EvMd-DHVEG könnte ein Hinweis auf Methan-verarbeitende Euryarchaeote sein.[45] Weitere Beispiele sind das Virus GBV301 aus der 2023 offiziell bestätigten Spezies Kisinvirus pescaderoense (Ordnung Nakonvirales), die mit Euryarchaeota der Ordnung Methanophagales (früher ANME-1) assoziiert ist; sowie das Virus MFTV1 aus der ebenfalls 2023 bestätigten Art Deepoceanvirus guaymasense (Familie Fervensviridae), das die hyperthermophile Euryarchaeota-Spezies Methanocaldococcus fervens parasitiert.

- DPANN-Archaeen (Reich Nanobdellati): Aus der Metagenomik gibt es Sequenzen, die auf eine Reihe von Spezies aus dieser Gruppe mit den vorläufigen Bezeichnungen „Nanoarchaeota archaeon Gua-46“;[46] „Aenigmarchaeota archaeon ex4484_14“, „ex4484_52“, „ex4484_56“ und „ex4484_224“;[47] sowie „Altiarchaeales archaeon ex4484_2“, „ex4484_43“ und „ex4484_96“.[48] hinweisen.

Metagenomanalysen der Asgard-Archaeen zeigten 2021/22, dass diese von Viren (Asgardviren, en. Asgard viruses) befallen werden. Konkrete Hinweise gab es für sechs Speziesaus vier Gruppen von dsDNA-Viren (mit den vorläufigen Bezeichnungen Fenrir-, Nidhogg-, Ratatoskr- und Sköll-Viren), die alle Loki- oder Helarchaeota befallen. Diese Viren vereinen Merkmale prokaryotischer Viren (z. B. aus der Klasse Caudoviricetes) mit denen eukaryotischer Viren, was die inzwischen weitgehend akzeptierte Ansicht stützt, dass die Eukaryoten aus dem Umfeld der Asgard-Archaeen unter Aufnahme eines endosymbiotischen Bakteriums (ein α-Proteobakterium, Ursprung der Mitochondrien) hervorgingen (vgl. Eozyten-Hypothese). Dabei könnten auch Viren, d. h. Asgard-Viren mitgewirkt haben (en. viral eukaryogenesis, siehe den Abschnitt Entwicklungsgeschichte des Artikels Eukaryonten). Vom International Committee on Taxonomy of Viruses (ICTV) anerkannt wurden bisher u. a.:
- Demiitzamnavirus mexicoense, Vorkommen dort am Hang des Cathedral Hill, Wirte: Methanophagales (früher ANME-1; Euryarchaeota)
- Deepoceanvirus guaymasense, Vorkommen dort in einer Tiefe von ~2.000 m, Wirte: Methanocaldococcus (Methanococcales, Euryarchaeota)
- Kukulkanvirus guaymasense, Vorkommen ebenfalls am Hang des Cathedral Hill (weiße mikrobielle Matte), Wirte: Methanophagales

### Horizontaler Gentransfer von Immunität gegen Viren
Hwang, Roux, Girguis et&al. unterzogen 2021 gesammelte Proben der mikrobiellen Matten vom Guaymas Basin einer eingehenden Metagenomanalyse mit Hinsicht auf Prokaryoten (Bakterien und Archaeen) sowie deren Viren. Wie sie im April 2023 berichteten, fanden sich bei einigen Bakterien als auch bei einigen Archeen die gleichen antiviralen CRISPR-Spacer. Dies deutet darauf hin, dass die betreffenden Bakterien und Archaeen in einer engen Symbiose Virussequenzen austauschen (Horizontaler Gentransfer). Zwar gibt es bekannterweise unter den Viren der Klasse Caudoviricetes sowohl Baktrerien- wie auch Archaeenviren, doch sind die bekannten Bakterienviren (Bakteriophagen) dieser Klasse meist hochspezifisch, sie können oft sogar nur einen bestimmten Bakterienstamm infizieren. Nach den vorliegenden Ergebnissen scheint es aber auch Vertreter zu geben, die in dicht besiedelten Ökosystemen ganz unspezifisch Vertreter beider Domänen parasitieren können.